# Decatur (Indiana)

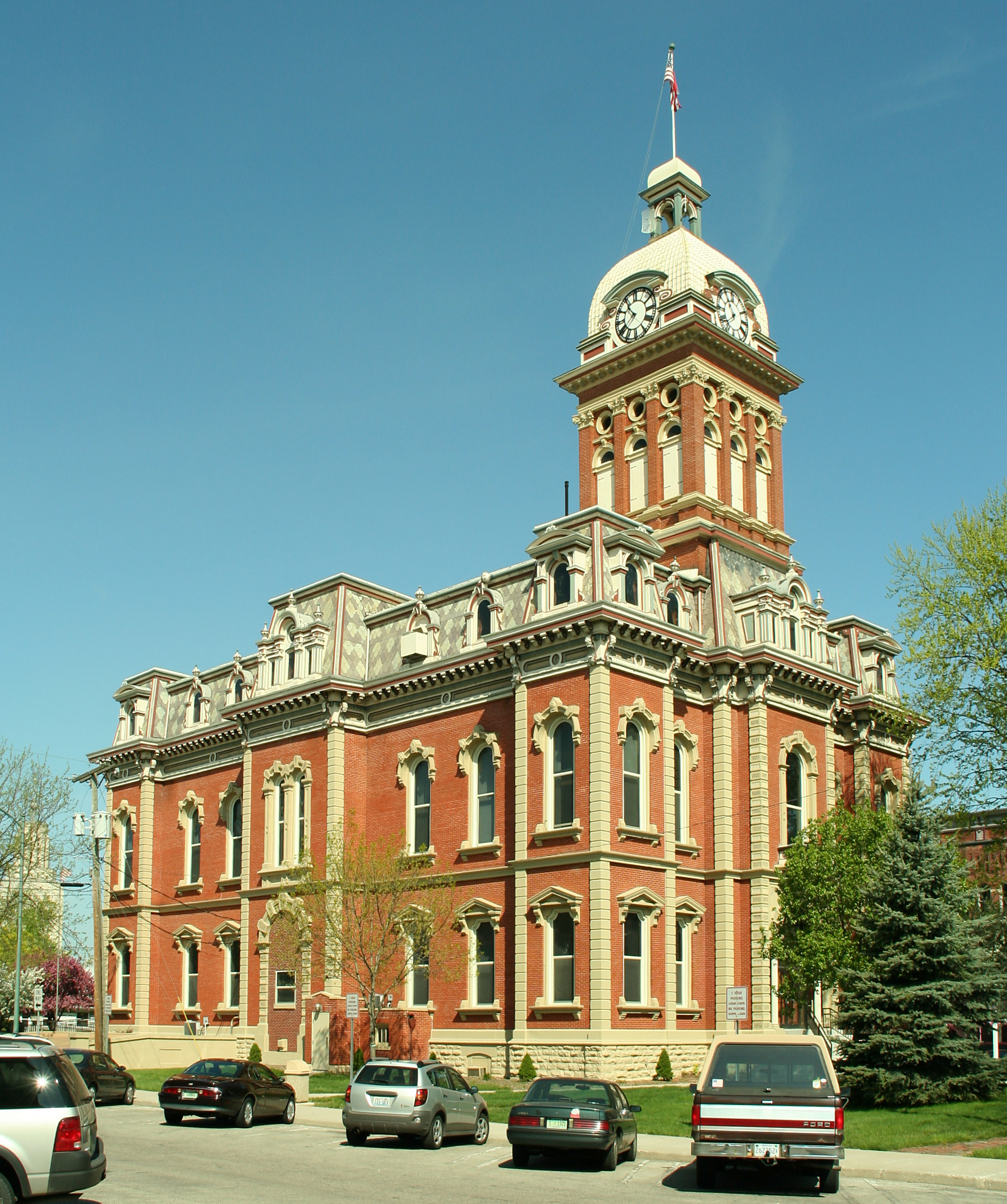
Gmach sądu w Decatur

Decatur – miasto w Stanach Zjednoczonych, w stanie Indiana, siedziba administracyjna hrabstwa Adams.